# John Ostrom
John Harold Ostrom (New York, 18 februari, 1928 – Litchfield, 16 juli, 2005) was een Amerikaanse paleontoloog die in de jaren 60 van de 20e eeuw een revolutie ontketende in het moderne inzicht in dinosauriërs, toen hij aantoonde dat dinosauriërs meer op grote niet-vliegende vogels lijken dan op reptielen (of sauriërs). Dat idee werd in de jaren 60 van de 19e eeuw voor het eerst door Thomas Henry Huxley voorgesteld, maar vond toen weinig aanhangers. Ostroms eerste brede overzicht van de osteologie en fylogenie van de primitieve vogel Archaeopteryx verscheen in 1976. Zijn reactie op de ontdekking van gevederde dinosauriërs in China, na jaren van heftig debat, was bitter-zoet. (Gentile, 2000).

## Vroege jaren en loopbaan
Ostrom studeerde aan het Union College. Hij wilde arts te worden, zoals zijn vader, maar veranderde van gedachten toen hij George Gaylord Simpsons boek The Meaning of Evolution las. Hij schreef zich in aan Columbia University en studeerde bij Edwin H. Colbert.
In 1952 trouwde hij met Nancy Grace Hartman (overleden 2003). Zij kregen twee dochters: Karen en Alicia.
Ostrom doceerde een jaar aan Brooklyn College en daarna vijf jaar aan Beloit College voordat hij naar Yale ging. Hij was hoogleraar aan Yale University, waar hij Curator Emeritus of Vertebrate Paleontology aan het Peabody Museum of Natural History was, wat een omvangrijke collectie fossielen bezit, oorspronkelijk begonnen door Othniel Charles Marsh. Hij stierf op 77-jarige leeftijd aan complicaties bij de ziekte van Alzheimer.

## WarmbloedigeDeinonychus
Zijn ontdekking van Deinonychus in 1964 wordt als een van de belangrijkste fossielvondsten ooit gezien. Deinonychus was een actief roofdier dat zijn prooi doodde door het te bespringen en met zijn vreselijke klauw te verscheuren. Bewijsmateriaal voor een actieve levenswijze zijn onder meer lange rijen spieren lang de staart, zodat die een stijf tegenwicht vormt bij rennen en springen. Zijn conclusie dat op zijn minst sommige dinosauriërs een hoog stofwisselingsniveau en dus minstens gedeeltelijk warmbloedig waren is door zijn student Robert Thomas Bakker gepopulariseerd en veranderde de indruk dat dinosauriërs koudbloedige en trage hagedissen waren, die sinds het begin van de 20e eeuw heerste.
Dit veranderende de manier waarop dinosauriërs worden afgebeeld, zowel door beroepstekenaars als in de ogen van het grote publiek. De vondst wordt ook gezien als de aanleiding van de dinosaur renaissance, een term door Bakker geïntroduceerd in een nummer van Scientific American in 1975. Met deze term beschreef Bakker het vernieuwde debat dat een toevloed van belangstelling voor paleontologie veroorzaakte, die in de jaren 70 van de 20e eeuw begon te groeien en de bekende diversiteit van dinosauriërs verdubbelde.

## Archaeopteryxen de oorsprong van vliegen en hadrosauruskuddes
Ostroms belangstelling voor de verbinding tussen dinosauriërs en vogels begon met zijn onderzoek naar wat bekendstaat als het Haarlemse exemplaar van Archaeopteryx. Dit fossiel, ontdekt in 1855, was feitelijk het eerst ontdekte exemplaar, dat echter in een lade in Teylers Museum lag, verkeerd benoemd als Pterodactylus crassipes. Ostroms paper uit 1970 (en zijn beschrijving uit 1972) identificeerde het als een van slechts acht eerste vogels (waarbij de veer wordt meegeteld).
De manier waarop Ostrom de fossiele Hadrosaurus-sporen las, leidde hem tot de conclusie dat deze eendesnaveldinosauriërs in kudden leefden.